# Ostéoarthropathie hypertrophiante pneumique
 Mise en garde médicale
L'ostéoarthropathie hypertrophiante pneumique, ou syndrome de Pierre-Marie-Bamberger, ou syndrome de Pierre-Marie et Foix, est un syndrome paranéoplasique associant un hippocratisme digital, une polyarthrite et une périostite touchant les os longs.
Elle ne doit pas être confondue avec l'ostéoarthrite hypertrophique primitive, d'origine génétique.